# Parrucchieri per cani
Parruccheri per cani (Groomer Has It) è un programma televisivo reality statunitense del 2008, che è andato in onda dal 12 aprile 2008 al 27 giugno 2009 su Animal Planet negli Stati Uniti. In Italia, è andato in onda su Animal Planet, K2 e Frisbee, durante il contenitore Family Club. È una competition tra i migliori toelettatori di cani per vedere chi è il migliore toelettatore in America. E' condotto da Jai Rodriguez.

## Trama
12 toelettatori di cani entrano nel canile, dove devono vivere insieme. Ogni settimana c'è la Quick Sniff Challenge, che coinvolge i toelettatori che svolgono compiti vari che possono essere utili per la loro carriera di toelettatura. Il vincitore di questa sfida ottiene un vantaggio nella Elimination Challenge, una sfida di toeletattura spesso correlata con la Quick Sniff Challenge. Un toelettatore che non segue le regole viene eliminato.

## Episodi
| Edizione | Episodi | Periodo        | Periodo        |
| Edizione | Episodi | Inizio         | Fine           |
| -------- | ------- | -------------- | -------------- |
| 1°       | 13      | 12 aprile 2008 | 28 giugno 2008 |
| 2°       | 13      | 11 aprile 2009 | 27 giugno 2009 |

### 1ª edizione (2008)
| n° | Titolo originale          | Titolo italiano     | Prima TV USA   |
| -- | ------------------------- | ------------------- | -------------- |
| 1  | First Things First        | Una cosa alla volta | 12 aprile 2008 |
| 2  | Herd Mentality            | Mentalità di gruppo | 19 aprile 2008 |
| 3  | Ruff Customers            | Clienti speciali    | 26 aprile 2008 |
| 4  | The Fashion Show          | Sfilata di moda     | 3 maggio 2008  |
| 5  | Meowza                    | Miaaoo!             | 10 maggio 2008 |
| 6  | Chow Time                 |                     | 17 maggio 2008 |
| 7  | On the Cover              | In copertina        | 24 maggio 2008 |
| 8  | Knowing Your Dog          |                     | 31 maggio 2008 |
| 9  | Rags to Riches            |                     | 7 giugno 2008  |
| 10 | House Calls               |                     | 14 giugno 2008 |
| 11 | Down to Business          |                     | 21 giugno 2008 |
| 12 | Recap Episode             |                     | 28 giugno 2008 |
| 13 | The Championship Dog Show |                     | 28 giugno 2008 |

### 2ª edizione (2009)
| n° | Titolo originale               | Titolo italiano         | Prima TV USA   |
| -- | ------------------------------ | ----------------------- | -------------- |
| 1  | Welcome to the Neighborhood    | Benvenuti nel quartiere | 11 aprile 2009 |
| 2  | What's Wrong With This Picture | Cos'è che non va?       | 18 aprile 2009 |
| 3  | Deep Breaths                   | Respiri profondi        | 25 aprile 2009 |
| 4  | The Cutting Edge               | Gli ultimi ritrovati    | 2 maggio 2009  |
| 5  | Top Knots                      | Il fatidico sì          | 10 maggio 2009 |
| 6  | Old Dogs, New Tricks           | Si torna a scuola       | 17 maggio 2009 |
| 7  | Piggies                        | Maialini                | 24 maggio 2009 |
| 8  | Rescue Me                      | Adottami                | 30 maggio 2009 |
| 9  | Look-a-Likes                   | Cane e padrone          | 6 giugno 2009  |
| 10 | Green on the Go                | Eco-parrucchieri        | 13 giugno 2009 |
| 11 | Cut!                           |                         | 20 giugno 2009 |
| 12 | Groomers Unleashed             | I momenti più belli     | 27 giugno 2009 |
| 13 | Finale                         | La finale               | 27 giugno 2009 |